# Сам Лангфорд
Сам Лангфорд (на английски: Sam Langford) е канадски професионален боксьор от тежка категория.
Състезава се в началото на ХХ век. Изиграл е над 300 мача в своята кариера, като е спечелил с нокаут 130 мача.
Поради изключително агресивния си стил и много тежкия си десен удар е поставен на 2-ро място в класацията „100-те най-големи удрячи за всички времена“ на списанието за бокс „Ring magasine“.
Не успява да стигне до световна титла в тежка категория, най-вече поради факта, че по същото време носител на титлата е легендата Джак Демпси, а въпреки опитите на Лангфорд, той така и не успява да го победи.
Наречен е „най-големия непознат боец“ от спортната телевизия ESPN.